# Bertram Gawronski
Bertram Gawronski es un psicólogo social y profesor en la Universidad de Texas en Austin. Es conocido por sus investigaciones en las áreas de actitudes, cognición social, toma de decisiones y psicología moral, y por ser uno de los diseñadores del «modelo de evaluación proposicional-asociativa (APE)» y del «modelo CNI de toma de decisiones morales».

## Biografía
En 1988 obtuvo su maestría en filosofía por la Universidad Libre de Berlín y en 2001 se doctoró en psicología por la Universidad Humboldt de Berlín. De 2001 a 2002, Gawronski colaboró como becario postdoctoral con Fritz Strack en la Universidad de Wurzburgo de Alemania y de 2002 a 2004 con Galen Bodenhausen en la Universidad del Noroeste, en los Estados Unidos. En 2004 aceptó un puesto como profesor asistente en la Universidad de Ontario Occidental, Canadá, donde obtuvo una Cátedra de Investigación de Canadá en 2005. En 2008 fue ascendido a profesor asociado y en 2010 al rango de profesor. Desde enero de 2014 es profesor de psicología en la Universidad de Texas en Austin, donde ocupó la Cátedra David Wechsler Regents en Psicología de 2015 a 2020.

## Investigación
Gawronski es conocido por estudiar los procesos mentales que subyacen a los juicios sociales y el comportamiento social. Un enfoque central de su investigación se refiere a la interacción de procesos automáticos y controlados en las actitudes, la cognición social y la toma de decisiones.
El trabajo más influyente de Gawronski es el modelo de evaluación proposicional-asociativa (APE), desarrollado con Galen Bodenhausen. Este modelo parte de la teoría del proceso dual y especifica la relación entre evaluaciones explícitas e implícitas. De un modo general, el modelo APE plantea que las evaluaciones «implícitas» espontáneas y las evaluaciones «explícitas» deliberadas son el producto de dos procesos mentales funcionalmente distintos: las primeras serían el resultado de procesos asociativos y las últimas, de procesos proposicionales. Los procesos asociativos se conceptualizan como la activación de asociaciones sobre la base de la similitud de características y la contigüidad espacio-temporal durante el aprendizaje. Por otro lado, los procesos proposicionales se definen como la validación de información activada sobre la base de principios básicos de consistencia cognitiva. El modelo APE ha sido fundamental para explicar patrones divergentes de cambio de actitud, incluidos (a) cambios en evaluaciones implícitas pero no explícitas; (b) cambios en evaluaciones explícitas pero no implícitas; (c) cambios correspondientes en evaluaciones implícitas y explícitas; y (d) cambios opuestos en las evaluaciones implícitas y explícitas. En 2011, el Consejo de Academias Canadienses identificó el primer artículo de Gawronski y Bodenhausen sobre el modelo APE como uno del 1 % de los artículos de psicología citados con mayor frecuencia en todo el mundo publicados durante el período 2000-2008. Desde su publicación en 2006, este artículo ha sido citado más de 3000 veces.
En 2008, la investigación de Gawronski recibió amplia atención en los medios populares con un estudio que predijo las decisiones futuras de los votantes indecisos por medio de una prueba de asociación implícita (realizado en colaboración con Silvia Galdi y Luciano Arcuri en la Universidad de Padua, Italia). Los hallazgos alimentaron debates sobre si las personas pueden tomar decisiones fuera de la conciencia, cuestionando una idea central que subyace a las teorías de la elección racional. En 2012, la investigación de seguimiento de Gawronski y sus colegas mostró que las personas indecisas buscan selectivamente información que sea consistente con sus preferencias implícitas, lo que a su vez proporciona la base para decisiones conscientes.
Otra línea de investigación influyente de Gawronski fue sobre la generalización frente a la contextualización de las evaluaciones implícitas (realizada en colaboración con Robert Rydell de la Universidad de Indiana, EE. UU. y Bram Vervliet de la Universidad KU Leuven y la Universidad de Gante, Bélgica). La investigación se inspiró en hallazgos inconsistentes que muestran que las evaluaciones implícitas pueden ser muy sólidas y difíciles de cambiar; muy maleables y fáciles de cambiar; y muy dependientes del contexto. Para dar cuenta de estos hallazgos dispares, Gawronski y sus colegas desarrollaron una teoría del aprendizaje que especifica las condiciones contextuales bajo las cuales las evaluaciones implícitas reflejan (a) información actitudinal inicialmente aprendida; (b) información contraria a la actitud aprendida posteriormente; o (c) una mezcla de ambas. En correspondencia con patrones similares encontrados en el aprendizaje animal, la teoría predice que las evaluaciones implícitas tienden a reflejar la valencia de la información contraria a la actitud solo en el contexto en el que se aprendió esta información, y la valencia de las experiencias iniciales en cualquier otro contexto. Los hallazgos recibieron una amplia atención por sus implicaciones sobre la estabilidad de las primeras impresiones, lo que sugiere que las experiencias que contradicen una primera impresión están ligadas al contexto en el que se produjeron. El trabajo de Gawronski sobre estas cuestiones ha sido reconocido con el premio «Daniel M. Wegner Theoretical Innovation Prize» de la Sociedad de Personalidad y Psicología Social y el «Best Social Cognition Paper Award» de la Red Internacional de Cognición Social.
En el área de la psicología moral, la investigación de Gawronski ha hecho contribuciones significativas a la comprensión de los procesos que subyacen a las respuestas en los dilemas morales que enfrentan las consecuencias de una determinada acción por el bien común (utilitarismo ) contra la coherencia de la acción con las normas morales (deontología). Un escenario comúnmente utilizado en esta investigación es el dilema del tranvía, en el que un trolebús fuera de control se acerca a un grupo de trabajadores que morirían a menos que el tranvía fuera redirigido a una vía diferente donde mataría solo a una persona en lugar de cinco. Mientras que los juicios que favorecen esta acción se han descrito como utilitarios porque maximizan el bien mayor, los juicios que se oponen a esta acción se han descrito como deontológicos porque son consistentes con la norma moral de que uno no debe matar a otras personas. Junto con Paul Conway, Gawronski desarrolló un modelo de disociación de procesos para desentrañar las contribuciones independientes de las inclinaciones utilitarias y deontológicas a los juicios de dilemas morales. Ampliando este trabajo, Gawronski y sus colegas desarrollaron un modelo multinomial llamado modelo CNI, que cuantifica (a) la sensibilidad a las consecuencias; (b) la sensibilidad a las normas morales; y (c) la preferencia general por la inacción sobre la acción en las respuestas a los dilemas morales.

## Honores y premios
- 2004: Premio Early Career al Mejor Artículo en la European Journal of Social Psychology, Asociación Europea de Psicología Social
- 2005: Cátedra de Investigación de Canadá en Psicología Social, Programa de Cátedras de Investigación de Canadá[10]
- 2006: Premio a la Innovación Teórica, Sociedad de Personalidad y Psicología Social[6]
- 2007: Premio a la carrera temprana, Red Internacional de Cognición Social[11]

- 2009: Premio académico académico en reconocimiento de contribuciones sobresalientes en investigación, enseñanza y servicio, Universidad de Ontario Occidental[12]
- 2010: Cátedra de Investigación de Canadá en Psicología Social (Renovación), Programa de Cátedras de Investigación de Canadá[10]
- 2011: Miembro electo en reconocimiento de contribuciones significativas a la ciencia de la psicología, Asociación de Psicología del Medio Oeste[13]
- 2013: Premio a la Trayectoria Profesional, Sociedad de Psicología Social Experimental[14]
- 2013: Miembro electo en reconocimiento de contribuciones destacadas a la personalidad y la psicología social, Sociedad de Personalidad y Psicología Social[15]
- 2014: Premio al Mejor Trabajo de Cognición Social, Red Internacional de Cognición Social[7]
- 2014: Premio a la innovación teórica Daniel M. Wegner, Sociedad de Personalidad y Psicología Social[6]
- 2015: Cátedra David Wechsler Regents en Psicología, Universidad de Texas en Austin
- 2021: Premio Diener en Psicología Social, Sociedad de Personalidad y Psicología Social[16]

## Libros
- Deutsch, R., Gawronski, B., & Hofmann, W. (Eds). (2017). Reflective and impulsive determinants of human behavior. New York: Psychology Press.
- Gawronski, B., & Bodenhausen, G. V. (Eds.). (2015). Theory and explanation in social psychology. New York: Guilford Press.
- Gawronski, B., & Payne, B. K. (Eds.). (2010). Handbook of implicit social cognition: Measurement, theory, and applications. New York: Guilford Press.
- Gawronski, B., & Strack, F. (Eds.). (2012). Cognitive consistency: A fundamental principle in social cognition. New York: Guilford Press.
- Sherman, J. W., Gawronski, B., & Trope, Y. (Eds.). (2014). Dual-process theories of the social mind. New York: Guilford Press.

## Publicaciones representativas
- Conrey, F. R., Sherman, J. W., Gawronski, B., Hugenberg, K., & Groom, C. (2005). Separating multiple processes in implicit social cognition: The Quad-Model of implicit task performance. Journal of Personality and Social Psychology, 89, 469–487.

- Conway, P., & Gawronski, B. (2013). Deontological and utilitarian inclinations in moral decision-making: A process dissociation approach. Journal of Personality and Social Psychology, 104, 216–235.
- De Houwer, J., Gawronski, B., & Barnes-Holmes, D. (2013). A functional-cognitive framework for attitude research. European Review of Social Psychology, 24, 252–287.
- Deutsch, R., Gawronski, B., & Strack, F. (2006). At the boundaries of automaticity: Negation as reflective operation. Journal of Personality and Social Psychology, 91, 385–405.
- Galdi, S., Arcuri, L., & Gawronski, B. (2008). Automatic mental associations predict future choices of undecided decision-makers. Science, 321, 1100–1102.
- Galdi, S., Gawronski, B., Arcuri, L., & Friese, M. (2012). Selective exposure in decided and undecided individuals: Differential relations to automatic associations and conscious beliefs. Personality and Social Psychology Bulletin, 38, 559–569.
- Gawronski, B., Armstrong, J., Conway, P., Friesdorf, R., & Hütter, M. (2017). Consequences, norms, and generalized inaction in moral dilemmas: The CNI model of moral decision-making. Journal of Personality and Social Psychology, 113, 343–376.
- Gawronski, B., Balas, R., & Creighton, L. A. (2014). Can the formation of conditioned attitudes be intentionally controlled? Personality and Social Psychology Bulletin, 40, 419–432.
- Gawronski, B., & Bodenhausen, G. V. (2005). Accessibility effects on implicit social cognition: The role of knowledge activation and retrieval experiences. Journal of Personality and Social Psychology, 89, 672–685.
- Gawronski, B., & Bodenhausen, G. V. (2006). Associative and propositional processes in evaluation: An integrative review of implicit and explicit attitude change. Psychological Bulletin, 132, 692–731.
- Gawronski, B., & Bodenhausen, G. V. (2007). Unraveling the processes underlying evaluation: Attitudes from the perspective of the APE Model. Social Cognition, 25, 687–717.
- Gawronski, B., & Bodenhausen, G. V. (2011). The associative-propositional evaluation model: Theory, evidence, and open questions. Advances in Experimental Social Psychology, 44, 59–127.
- Gawronski, B., & Cesario, J. (2013). Of mice and men: What animal research can tell us about context effects on automatic responses in humans. Personality and Social Psychology Review, 17, 187–215.
- Gawronski, B., Hofmann, W., & Wilbur, C. J. (2006). Are "implicit" attitudes unconscious? Consciousness and Cognition, 15, 485–499.
- Gawronski, B., & LeBel, E. P. (2008). Understanding patterns of attitude change: When implicit measures show change, but explicit measures do not. Journal of Experimental Social Psychology, 44, 1355–1361.
- Gawronski, B., LeBel, E. P., & Peters, K. R. (2007). What do implicit measures tell us? Scrutinizing the validity of three common assumptions. Perspectives on Psychological Science, 2, 181–193.
- Gawronski, B., Peters, K. R., Brochu, P. M., & Strack, F. (2008). Understanding the relations between different forms of racial prejudice: A cognitive consistency perspective. Personality and Social Psychology Bulletin, 34, 648–665.
- Gawronski, B., Rydell, R. J., Vervliet, B., & De Houwer, J. (2010). Generalization versus contextualization in automatic evaluation. Journal of Experimental Psychology: General, 139, 683–701.
- Gawronski, B., & Strack, F. (2004). On the propositional nature of cognitive consistency: Dissonance changes explicit, but not implicit attitudes. Journal of Experimental Social Psychology, 40, 535–542.
- Gawronski, B., & Walther, E. (2012). What do memory data tell us about the role of contingency awareness in evaluative conditioning? Journal of Experimental Social Psychology, 48, 617–623.
- Hofmann, W., Gawronski, B., Gschwendner, T., Le, H., & Schmitt, M. (2005). A meta-analysis on the correlation between the Implicit Association Test and explicit self-report measures. Personality and Social Psychology Bulletin, 31, 1369–1385.
- Langer, T., Walther, E., Gawronski, B., & Blank, H. (2009). When linking is stronger than thinking: Associative transfer of valence disrupts the emergence of cognitive balance after attitude change. Journal of Experimental Social Psychology, 45, 1232–1237.
- Ouimet, A. J., Gawronski, B., & Dozois, D. J. A. (2009). Cognitive vulnerability to anxiety: A review and an integrative model. Clinical Psychology Review, 29, 459–470.
- Peters, K. R., & Gawronski, B. (2011). Are we puppets on a string? Comparing the impact of contingency and validity on implicit and explicit evaluations. Personality and Social Psychology Bulletin, 37, 557–569.
- Peters, K. R., & Gawronski, B. (2011). Mutual influences between the implicit and explicit self-concepts: The role of memory activation and motivated reasoning. Journal of Experimental Social Psychology, 47, 436–442.
- Sherman, J. W., Gawronski, B., Gonsalkorale, K., Hugenberg, K., Allen, T. J., & Groom, C. J. (2008). The self-regulation of automatic associations and behavioral impulses. Psychological Review, 115, 314–335.